# Cătina
Pour les articles ayant des titres homophones, voir Catinat et Cătina (Buzău).
Cătina est une commune de Transylvanie, en Roumanie, dans le județ de Cluj. Elle est composée des villages Cătina, Copru, Feldioara, Hagău, Hodaie et Valea Caldă.